# علم بيئة النظم

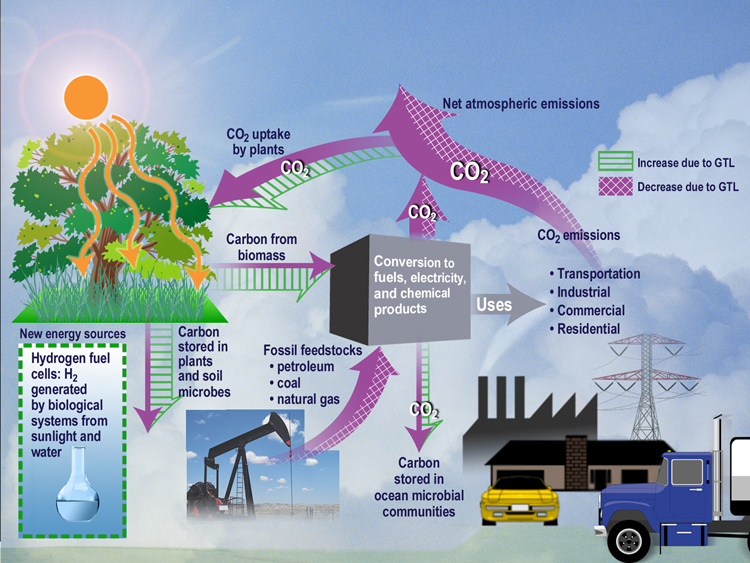
تحليل بيئي لثنائي أكسيد الكربون في نظام بيئي

علم بيئة النظم، هو مجال متداخل تخصصات في علم البيئة، ومجموعة فرعية أيضاً من علوم نظام الأرض، التي تأخذ مقاربة كلانية لدراسة النظم البيئية وخاصةً النظم البيئية. يمكن اعتبار علم بيئة النظم بمثابة تطبيق لنظرية الأنظمة على علم البيئة. من العناصر الأساسية لنهج علم بيئة النظم هي فكرة أن المنظومة الإيكولوجية هي عبارة عن نظام معقد يعرض الخصائص المنبثقة. يركز علم بيئة النظم على التفاعلات والعمليات التي تحصل داخل النظم الحيوية والبيئية وفيما بينها، وهو يهتم بشكل خاص بالطريقة التي يمكن أن يتأثر بها أداء المنظومة الإيكولوجية بفعل التدخلات البشرية. يستخدم علم بيئة النظم أيضاً ويمتد من مفاهيم الديناميكا الحرارية، ويطور أوصافاً عيانية أخرى للنظم المعقدة.

## لمحة عامة
يسعى علم بيئة النظم إلى تحقيق رؤية كلانية للتفاعلات والعمليات التي تحصل داخل النظم البيولوجية والبيئية وفيما بينها. يدرك علماء بيئة النظم أن أداء أي منظومة إيكولوجية يمكن أن تتأثر بشكل أساسي بالأنشطة الاقتصادية البشرية، ولذلك اتخذوا خطوة إضافية متعددة التخصصات من خلال أخذ علم الاقتصاد بعين الاعتبار عند دراسة النظم البيئية الاقتصادية، وعلى حد تعبير روجير لورنس كيتشنغ:
- يمكن تعريف علم بيئة النظم على أنه النهج المتبع في دراسة بيئة الكائنات الحية باستخدام تقنيات وفلسفة تحليل النظم: وهي الأساليب والأدوات المطورة بشكل كبير في الهندسة بهدف دراسة وتوصيف والتنبؤ بالكيانات المعقدة، والتي هي النظم.
- في أي دراسة لنظام بيئي، يتمثل الإجراء المبكر الأساسي برسم مخطط بياني لنظام الاهتمام.. تشير هذه المخططات إلى حدود النظام بخط راسخ. تُعزل ضمن هذه الحدود سلسلة من المكونات التي اختيرت لتمثيل ذلك الجزء من العالم الذي يهتم به محلل النظم.. توصف الأنظمة بأنها مغلقة في حال عدم وجود اتصالات عبر حدود الأنظمة مع بيئات الأنظمة المحيطة. يتعامل العمل البيئي مع ذلك بشكل حصري تقريباً مع النظم المفتوحة.[5]

كصيغة للبحث العلمي، تتمثل الميزة الأساسية لعلم بيئة النظم في التطبيق العام لمبادئ علم الطاقة على جميع الأنظمة في أي نطاق. ربما كان هاورد ت. أودوم -الذي يُعتبر في بعض الأحيان مؤسس علم بيئة الأنظمة الإيكولوجية- من أبرز المؤيدين لهذا الرأي.
تشكل مبادئ علم الطاقة في هذا النهج مبادئ النظام الإيكولوجي. يُمكن استنتاج التمثيل المنهجي من نظام إلى آخر عالم بيئة النظم من رؤية المبادئ التي تعمل بصورة مماثلة عبر حدود نطاق النظام. استخدم هاورد ت. أودوم لغة أنظمة الطاقة عادةً كأداة لإعداد المخططات البيانية للأنظمة ومخططات التدفق.
يُعتبر مبدأ فعالية الطاقة الأعظمية رابع هذه المبادئ، ويحتل الصدارة في تحليل وتوليف النظم البيئية، ويشير أيضاً إلى أن وظيفة النظام الأكثر فائدة من الناحية التطورية تحدث عندما يتطابق الحمل البيئي مع المقاومة الداخلية للنظام. كلما ازداد الحمل البيئي عن حد مطابقة المقاومة الداخلية، كلما ابتعد النظام عن حالته الثابتة المُستدامة. ولذلك، يشارك عالم بيئة النظم في مهمة مقاومة وممانعة المطابقة في هندسة النظم البيئية، مثلما يفعل مهندس الإلكترونيات.

## مجالات ذات صلة وثيقة

### علم البيئة العميق
علم البيئة العميق هو مذهب فكري تهتم مرتكزاته الغيبية بعلوم البيئة بشكل متقدم. ابتكر هذا المصطلح الفيلسوف النرويجي والباحث الغاندي والناشط البيئي آرني نايس. يجادل آرني بأن الإنسان هو محور النهج السائد للإدارة البيئية، وأن البيئة الطبيعية هي ليست فقط «أكثر تعقيداً مما نتصوره، بل هي فعلاً أكثر تعقيداً مما نتصوره». طرح آرني ورقته البحثية عن علم البيئة العميق في عام 1973 في مؤتمر بيئي أُقيم في بودابست.
طور كل من جونا مايسي وجون سيد وآخرون أطروحة نايس إلى فرع أطلقوا عليه علم البيئة العميق التجريبي، وقد كانت جهودهم مدفوعة بالحاجة التي أدركوها لتنمية ما يسمى «الذات البيئية»، والتي تعتبر الأنا البشرية جزءاً لا يتجزأ من نظام حي يشمل الفرد. لقد سعوا إلى تجاوز الإيثار من خلال مصلحة ذاتية أعمق تستند إلى مساواة في المحيط الحيوي تتجاوز شوفينية البشرية.

### هندسة النظم الأرضية وإدارتها
هندسة النظم الأرضية وإدارتها (ESEM)، وهو مجال يستخدم لتحليل وتصميم وهندسة وإدارة النظم البيئية المعقدة. يتطلب هذا المجال مجموعة واسعة من التخصصات موضوعية، بما في ذلك علم الإنسان والهندسة وعلوم البيئة والأخلاق والفلسفة. في الصميم، تتطلع هندسة النظم الأرضية وإدارتها إلى «تصميم وإدارة الأنظمة البشرية الطبيعية المقترنة بطريقة عقلانية وأخلاقية وعلى درجة عالية من التكامل».

### الاقتصاد البيئي
الاقتصاد البيئي، هو مجال للبحث الأكاديمي متعدد التخصصات، يعالج الترابط الحركي والمكاني بين الاقتصاد البشري والنظم الإيكولوجية الطبيعية.
يجمع الاقتصاد البيئي بين التخصصات المختلفة ويربطها مع العلوم الطبيعية والاجتماعية، وخاصةً بين هذه المجالات الواسعة. وكما يوحي الاسم، يتكون الحقل من باحثين يمتلكون خلفية اقتصادية وبيئية.
كان الدافع المهم لظهور الاقتصاد البيئي هو نقض افتراضات والنهج التقليدي (الاتجاه السائد) للاقتصاد البيئي واقتصاد الموارد.

### علم الطاقة البيئية
علم الطاقة البيئية، وهو علم الدراسة الكمية لتدفق الطاقة عبر الأنظمة البيئية. ويهدف إلى الكشف عن المبادئ التي تصف نزعة الطاقة للتدفق عبر مستويات الشبكات البيئية التغذوية أو ما يسمى «الاستفادة من الطاقة».
في علم البيئة، تُعتبر مبادئ تدفقات طاقة النظام الإيكولوجي أو «قوانين النظام الإيكولوجي» (أي مبادئ علم الطاقة البيئية) مماثلة بشكل رسمي لمبادئ علم الطاقة.

### العلوم الإنسانية البيئية
تهدف العلوم الإنسانية البيئية إلى سد الفجوات بين العلوم والإنسانيات، وبين الطرق الغربية والشرقية والمحلية المُستخدمة لمعرفة الطبيعة. وعلى غرار النظرية السياسية المناصرة للبيئة، تتميز العلوم الإنسانية البيئية بجودة اتصال والتزام ببديهيتين أساسيتين تتعلقان بضرورة الخضوع للقوانين البيئية، ورؤية الإنسانية كجزء من نظام حي أكبر.

### علم بيئة النظم الإيكولوجية
علم بيئة النظم الإيكولوجية، وهو دراسة متكاملة للمكونات الأحيائية وغير الأحيائية للنظم الإيكولوجية وتفاعلاتها داخل إطار النظام الإيكولوجي. يبحث هذا العلم في كيفية عمل النظم الإيكولوجية ويربطها بمكوناتها مثل المواد الكيميائية وصخور الأساس والتربة والنباتات والحيوانات.
تقوم بيئة النظام الإيكولوجي بفحص التركيب الفيزيائي والحيوي وتدرس كيفية تفاعل خصائص النظام البيئي هذه.
تعتبر العلاقة بين علم بيئة النظم وعلم بيئة النظم الإيكولوجية علاقة معقدة، إذ يمكن اعتبار علم بيئة النظم أنه مجموعة فرعية من علم بيئة النظم الإيكولوجية، بل ويستخدم علم بيئة النظم الإيكولوجية طرقاً لا علاقة لها بالمقاربة الكلانية لعلم بيئة النظم. ومع ذلك، فإن علم بيئة النظم يأخذ بعين الاعتبار التأثيرات الخارجية بشكل أكثر فاعلية، مثل الاقتصاديات التي تقع عادة خارج حدود علم بيئة النظام الإيكولوجي.
في حين أنه يمكن تعريف علم بيئة النظم الإيكولوجية على أنه الدراسة العلمية للنظم الإيكولوجية، فإن علم بيئة النظم هو نهج أكثر دقة لدراسة النظم والظواهر البيئية التي تتفاعل مع هذه النظم.

### علم البيئة الصناعية
علم البيئة الصناعية، وهو دراسة العمليات الصناعية كنظم خطية (حلقة مفتوحة)، إذ تنتقل استثمارات الموارد ورأس المال من خلال النظام لتصبح مخلفات إلى نظام الحلقة المغلقة، حيث تصبح المخلفات فيه مدخلات لعمليات جديدة.